# Yemen TV
Yemen TV (arabo: قناة اليمن الفضائية) è una rete televisiva pubblica dello Yemen a diffusione nazionale, una delle quattro emittenti di proprietà statale.
Trasmette dalla capitale Sana'a in arabo.

## Storia
Il canale nacque il 24 settembre 1975 come "Sana'a Tv", TV di Stato dell'allora Yemen del Nord.
L'11 settembre 1964 nello Yemen del Sud era già stata fondata Aden TV dal protettorato britannico ad Aden in seguito all'Emergenza di Aden. Al tempo del lancio era il terzo canale televisivo nella Penisola araba (Aden TV è divenuta in seguito il secondo canale televisivo pubblico dello Yemen unificato).
Dopo l'unificazione del Paese nel 1990 con lo Yemen del Sud, il canale ha esteso a tutto il Paese il titolo di emittente portabandiera.
Yemen TV, insieme a molti altri canali televisivi arabi, passò sul satellite Intelsat 59 nel 1995, iniziando a trasmettere il 20 dicembre (in seguito attivò il proprio segnale anche da vari altri satelliti); nel 1996 fu ribattezzato con il nome attuale di "Yemen TV".
Dopo la battaglia di Sana'a (2014-2015), conclusasi con la presa della capitale da parte degli huthi, il 19 gennaio 2015 gli huthi sospesero le trasmissioni del canale e il 21 gennaio il direttore del canale rassegnò le sue dimissioni.
Nel contesto della guerra civile yemenita iniziata nel 2014, il canale si divise in due, corrispondenti alle due fazioni in guerra: "Suhail TV" gestita dalla fazione hadi pro governo, leale ad 'Abd Rabbih Mansur Hadi, che trasmette in esilio da Riyad, Arabia Saudita, e l'altra pro huthi, che trasmette da Sana'a tenendo il controllo della sede ufficiale.
Suhail TV iniziò i programmi di test a maggio 2009 su Nilesat e Arabsat, ma dopo circa 2 mesi chiuse su richiesta del governo del Kuwait, secondo il quale il canale stava trasmettendo fuori legge, soprattutto dal momento che lo Yemen era ancora coinvolto nell'insurrezione sciita. Il canale, comunque, tornò a poter trasmettere presto da una zona ignota via Nilesat su una nuova frequenza.
Il direttore del canale della fazione pro huthi fu ucciso insieme all'intera famiglia il 9 febbraio 2016 da un attacco aereo da parte della coalizione guidata dai sauditi durante il loro intervento militare in Yemen.
Il 19 febbraio 2016 un cameraman della fazione hadi fu ucciso a Ta'izz.
Il 9 dicembre 2017 la coalizione bombardò la sede del canale facendo quattro morti..

## Canali affiliati
Oltre a Yemen TV, il governo gestisce altre 3 reti televisive: 
- Yamania TV, la vecchia Aden TV ribattezzata dopo l'unificazione del Paese;
- Sheba TV, rivolta a giovani e studenti;
- Al Iman TV, dedicata ad argomenti di carattere religioso.

## Programmi
Yemen TV trasmette 24 ore su 24 serie televisive in arabo, documentari, notiziari, cartoni animati, programmi religiosi, di varietà e dedicati alle forze dell'ordine. Godono di un'ampia copertura anche le attività del Presidente della Repubblica come le visite ufficiali, le parate e le cerimonie militari.
Essendo trasmesso anche via satellite e via cavo in Medioriente, Africa del Nord, Europa e America del Nord, oltre che via terrestre in Yemen, Yemen TV è una vetrina del Paese.